# 横山久吉郎
横山 久吉郎（よこやま きゅうきちろう、1948年7月31日 - ）は、日本の実業家、久月代表取締役会長、久月七代目。

## 人物・経歴
1948年7月31日生まれ。東京都出身。
1967年4月、立教大学入学。大学では「企画研究会」というサークルに属し、大手旅行会社の協力を得て、海外ゼミツアーを企画し、120名の若者に36日間のヨーロッパ観光とケンブリッジ大学での講習プログラムを実施するなどの前衛的な取り組みを行った。大学4年の夏には英会話の勉強のため、アメリカのミシガン大学イングリッシュ・ランゲージ・インスティテュートに留学。また、アメリカ大陸を単独でバスで横断する経験をした。
1971年3月、立教大学経済学部経営学科（現・経営学部）卒業。同年、富士銀行（現・みずほ銀行）に入行。都内の支店勤務を経て、1974年4月、株式会社久月に入社。久月は「人形の久月」と知られる創業天保6年からの歴史を有する伝統企業である。
同社入社1年目に仕入れ担当、2年目には総務を兼任し職務を経験し、給料システムに職能資格制度を導入するなど経営刷新を進めた。1979年、同社取締役、1985年同社副社長に就任。
1994年、日本人形協会専務理事に就任。
1995年、久月第七代当主・代表取締役社長に就任。経営者として組織改革、若手人材の登用を図る。2021年、代表取締役会長に就任。長男の横山久俊（八代目）は、同社代表取締役社長を務める。